# Đứt gân gót chân
Đứt gân gót là khi gân gót, nằm trên gót chân và ở phía sau mắt cá chân bị toác ra. Các triệu chứng bao gồm đột ngột đau chói sau gót chân. Có thể nghe thấy một tiếng bựt khi gân đứt lìa sau đó đi lại khó khăn.
Đứt rời gân gót thường xảy ra do sự bẻ gấp bàn chân đột ngột khi bắp chân đang gồng, chấn thương trực tiếp hoặc viêm gân kéo dài. Các yếu tố nguy cơ khác bao gồm việc sử dụng kháng sinh fluoroquinolone, thay đổi đáng kể chế độ thể dục thể thao, viêm khớp dạng thấp, bệnh gút hoặc sử dụng corticosteroid.  Chẩn đoán thường dựa trên các triệu chứng và thăm khám và được hỗ trợ bởi chụp chiếu y khoa.
Cách phòng ngừa bao gồm khởi động giãn gân cơ trước lúc hoạt động mạnh và tăng dần dần cường độ tập luyện. Phương hướng điều trị gồm phẫu thuật hoặc điều trị bảo tồn. Quay lại đi lại chịu tải sớm (trong vòng 4 tuần) cho kết quả ổn định và thường được khuyến nghị.  Nếu không được điều trị thích hợp trong vòng 4 tuần kể từ khi tổn thương thì tiên lượng phục hồi kém hơn.
Đứt gân Achilles xảy ra trên khoảng 1 trong 10.000 người mỗi năm. Nam giới thường bị nhiều hơn nữ giới. Những người ở độ tuổi 30 đến 50 thường bị mắc bệnh nhất. Bản thân gân này được đặt tên vào năm 1693 theo tên người anh hùng Hy Lạp Achilles.

## Chẩn đoán

### Chụp chiếu

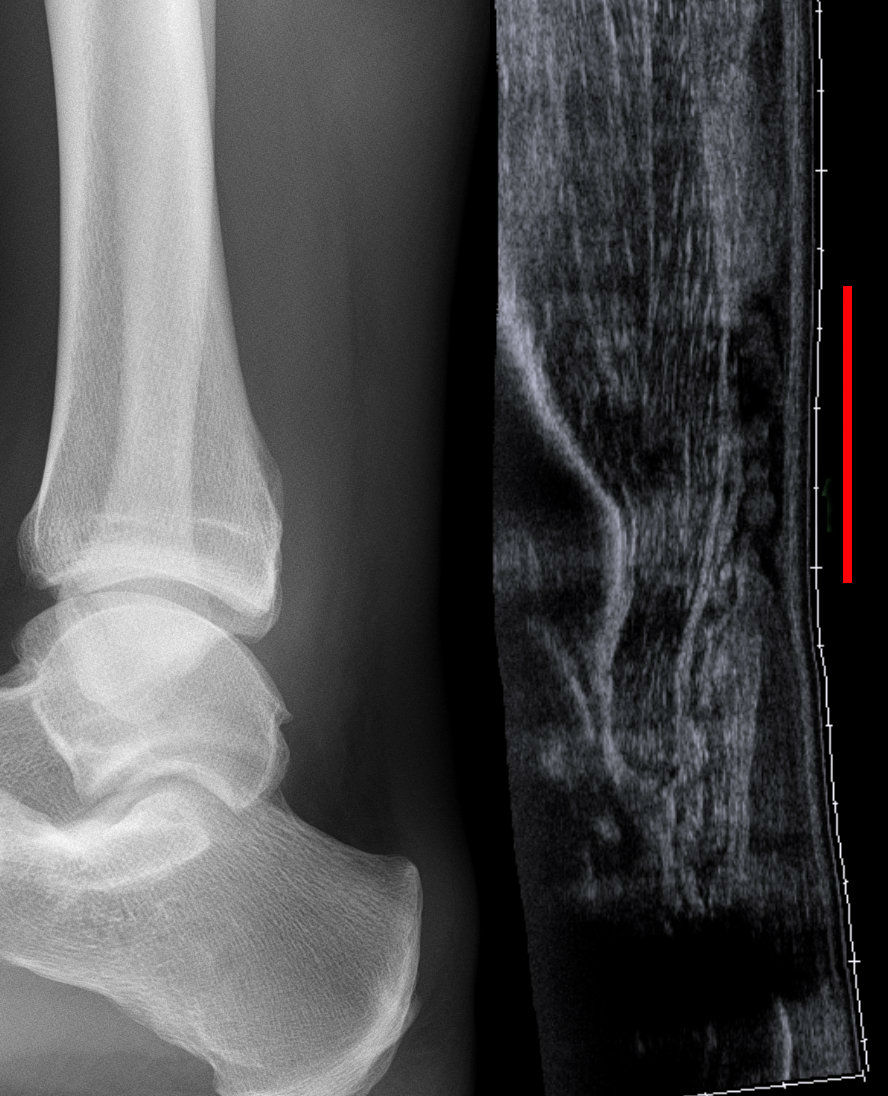
Hình ảnh đứt gân gót trên siêu âm. Chú ý sự mất liên tục một đoạn vài centimét (đường đỏ). Không ghi nhận gãy xương hay bong điểm bám (bên hình x quang).

Có thể ứng dụng siêu âm để xác định độ dày của gân, đặc tính, và sự hiện diện của vết rách gân. Nó hoạt động bằng cách chiếu các sóng âm cao tần vô hại xuyên qua cơ thể. Một vài sóng âm bị dội lại từ các khoảng trống giữa dịch và mô mềm hay xương. Các hình ảnh dội lại này được phân tích và tạo thành hình ảnh. Các hình ảnh này được chụp trong thời gian thực và có ích trong việc phát hiện chuyển động của gân cũng như giúp hình dung các thương tổn hay vết rách. Thiết bị này giúp việc xác định tổn thương và quan sát được sự lành thương. Siêu âm tương đối rẻ và không có bức xạ nguy hiểm. Tuy nhiên nó phụ thuộc vào người điều khiển máy và cần mức độ kĩ năng và kinh nghiệm nhất định để có hiệu quả.
Trên hình ảnh chụp cộng hưởng từ (MRI) có thể phân biệt các ca đứt không hoàn toàn với thoái hóa gân gót. MRI còn phân biệt được viêm màng gân, gân bệnh lý, và viêm túi hoạt dịch. MRI cho ra hình ảnh mô mềm xuất sắc giúp kĩ thuật viên phát hiện vết rách hoặc các thương tổn khác dễ dàng hơn.

Trên hình ảnh x quang đôi khi vẫn có thể gián tiếp phát hiện đứt gân gót. X-quang ít hữu hiệu trong việc tìm tổn thương mô mềm nhưng có ích trong việc loại trừ các tổn thương khác như gãy xương gót.